# Três Forquilhas
Três Forquilhas là một đô thị thuộc bang Rio Grande do Sul, Brasil. Đô thị này có diện tích 217,379 km², dân số năm 2007 là 3073 người, mật độ 14,14 người/km².